# مرسدس-بنز کلاس-جی‌ال (ایکس۱۶۶)
مرسدس-بنز کلاس-جی‌ال ایکس۱۶۶ (به انگلیسی:  Mercedes-Benz GL-Class X166) یک خودروی شاسی‌بلند لوکس اندازه بزرگ است که از سال ۲۰۱۲ تا ۲۰۱۹ توسط شرکت آلمانی مرسدس-بنز تولید می‌شد. این خودرو نسل دوم سری خودروهای کلاس جی‌ال مرسدس بنز است که نام آن در زمان تغییر چهره (فیس‌لیفت) در سال ۲۰۱۶ به کلاس-جی‌ال‌اس تغییر یافته‌است.

## توسعه و معرفی
مرسدس-بنز کلاس-جی‌ال ایکس۱۶۶ در نمایشگاه بین‌المللی خودروی نیویورک سال ۲۰۱۲ رونمایی شد و پس از آن فروش این خودرو در سپتامبر ۲۰۱۲ آغاز شد. نسل دوم کلاس جی‌ال در مقایسه با نسل قبلی خود ۱۰ میلیمتر (۰٫۴ اینچ) بلندتر، ۱۴ میلیمتر (۰٫۶ اینچ) عریض‌تر، ۲۱ میلیمتر (۰٫۸ اینچ) طویل‌تر، و در حدود ۱۰۰ کیلوگرم (۲۲۰ پوند) سبک‌تر است.

## تجهیزات
تجهیزات استاندارد این خودرو، سامانهٔ کامند با یک نمایشگر ۵٫۸ اینچی، چراغ‌های جلو از نوع ال‌ئی‌دی، و سیستم تعلیق هوای سازگار با امکان افزایش ارتفاع کف از سطح زمین تا ۲۸۵ میلیمتر (۱۱٫۲ اینچ) را شامل می‌شوند. امکانات انتخابی قابل سفارش نیز مواردی نظیر درهای بسته‌شونده به صورت نرم، صفحه‌های نمایش سرگرمی برای صندلی‌های عقب، و گزینه‌های ۲۰ یا ۲۱ اینچی برای رینگ‌های چرخ را شامل می‌شوند. در کنار این امکانات یک پکیج بیابان‌گردی که مواردی از جمله افزایش ارتفاع خودرو، یک سینی راهشکست، و یک جعبه‌دندهٔ ضریب پایین را شامل می‌شود، برای کلاس جی‌ال قابل سفارش است. کلاس جی‌ال همچنین با سامانه‌های کمکی راننده از جمله کنترل پیمایش سازگار، سامانه هشدار خروج از مسیر، و نمایشگر نقطه کور در دسترس است.

## مدل‌ها

### موتورهای بنزینی
| مدل         | سال       | موتور                                  | قدرت                                                    | گشتاور                                                   | شتاب ۰–۱۰۰ |
| ----------- | --------- | -------------------------------------- | ------------------------------------------------------- | -------------------------------------------------------- | ---------- |
| جی‌ال۴۰۰     | ۲۰۱۴–     | ام۲۷۶ ئی۳۰ ۳٫۰ لیتری وی۶ تویین-توربو   | ۳۲۹ اسب بخار (۲۴۵ کیلووات) در ۵٬۲۵۰–۶٬۰۰۰ دور بر دقیقه  | ۴۸۰ نیوتن متر (۳۵۴ پوند-فوت) در ۱٬۶۰۰–۴٬۰۰۰ دور بر دقیقه | ۶٫۷ ثانیه  |
| جی‌ال۴۵۰     | ۲۰۱۳–۲۰۱۴ | ام۲۷۸ دی‌ئی۴۶ ۴٫۷ لیتری وی۸ تویین-توربو | ۳۶۲ اسب بخار (۲۷۰ کیلووات) در ۵٬۰۰۰–۶٬۰۰۰ دور بر دقیقه  | ۵۵۰ نیوتن متر (۴۰۶ پوند-فوت) در ۱٬۵۰۰–۴٬۰۰۰ دور بر دقیقه | ۶٫۶ ثانیه  |
| جی‌ال۴۵۰     | ۲۰۱۵–     | ام۲۷۶ ئی۳۰ ۳٫۰ لیتری وی۶ تویین-توربو   | ۳۶۲ اسب بخار (۲۷۰ کیلووات) در ۵٬۰۰۰–۶٬۰۰۰ دور بر دقیقه  | ۵۰۰ نیوتن متر (۳۶۹ پوند-فوت) در ۱٬۸۰۰–۴٬۵۰۰ دور بر دقیقه | ۶٫۹ ثانیه  |
| جی‌ال۵۰۰     | ۲۰۱۲–۲۰۱۵ | ام۲۷۸ دی‌ئی۴۶ ۴٫۷ لیتری وی۸ تویین-توربو | ۴۲۹ اسب بخار (۳۲۰ کیلووات) در ۵٬۲۵۰ دور بر دقیقه        | ۷۰۰ نیوتن متر (۵۱۶ پوند-فوت) در ۱٬۸۰۰–۳٬۵۰۰ دور بر دقیقه | ۵٫۴ ثانیه  |
| جی‌ال۵۰۰     | ۲۰۱۶–     | ام۲۷۸ دی‌ئی۴۶ ۴٫۷ لیتری وی۸ تویین-توربو | ۴۴۹ اسب بخار (۳۳۵ کیلووات) در ۵٬۲۵۰۰–۵٬۵۰۰ دور بر دقیقه | ۷۰۰ نیوتن متر (۵۱۶ پوند-فوت) در ۱٬۸۰۰–۴٬۰۰۰ دور بر دقیقه | ۵٫۳ ثانیه  |
| جی‌ال۶۳ آام‌گ | ۲۰۱۳–۲۰۱۵ | ام۱۵۷ دی‌ئی۵۵ ۵٫۵ لیتری وی۸ تویین-توربو | ۵۵۰ اسب بخار (۴۱۰ کیلووات) در ۵٬۵۰۰ دور بر دقیقه        | ۷۰۰ نیوتن متر (۵۱۶ پوند-فوت) در ۲٬۰۰۰–۴٬۵۰۰ دور بر دقیقه | ۴٫۹ ثانیه  |
| جی‌ال۶۳ آام‌گ | ۲۰۱۶–     | ام۱۵۷ دی‌ئی۵۵ ۵٫۵ لیتری وی۸ تویین-توربو | ۵۷۷ اسب بخار (۴۳۰ کیلووات) در ۵٬۵۰۰ دور بر دقیقه        | ۷۶۰ نیوتن متر (۵۶۱ پوند-فوت) در ۱٬۷۵۰–۵٬۲۵۰ دور بر دقیقه | ۴٫۶ ثانیه  |

### موتورهای دیزل
| مدل           | سال   | موتور                                   | قدرت                                             | گشتاور                                                   | شتاب ۰–۱۰۰ |
| ------------- | ----- | --------------------------------------- | ------------------------------------------------ | -------------------------------------------------------- | ---------- |
| جی‌ال۳۵۰ بلوتک | ۲۰۱۲– | اوام۶۴۲ ال‌اس دی‌ئی۳۰ ۳٫۰ لیتری وی۶ توربو | ۲۵۵ اسب بخار (۱۹۰ کیلووات) در ۳٬۶۰۰ دور بر دقیقه | ۶۲۰ نیوتن متر (۴۵۷ پوند-فوت) در ۱٬۶۰۰–۲٬۴۰۰ دور بر دقیقه | ۷٫۹ ثانیه  |

## نسخه جی‌ال۶۳ آام‌گ

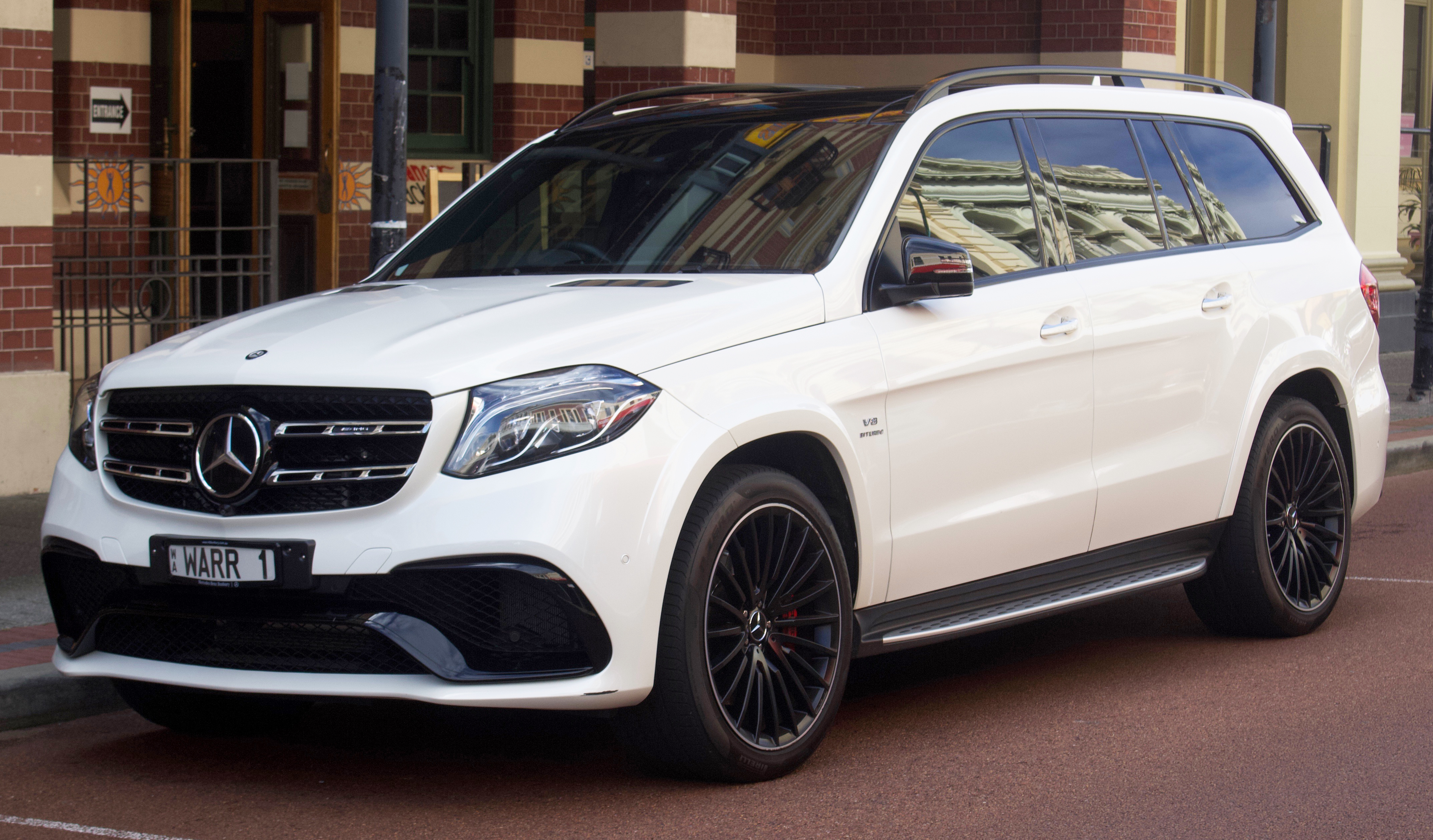
جی‌ال۶۳ آام‌گ ۲۰۱۷ (تغییر چهره)

مدل جی‌ال۶۳ آام‌گ در نمایشگاه خودروی لس آنجلس سال ۲۰۱۳ معرفی شد. این خودرو به یک موتور دست‌ساز وی۸ تویین-توربوی ۵٫۵ لیتری با توان خروجی ۵۵۰ اسب بخار (۴۱۰ کیلووات) و گشتاور تولیدی ۷۰۰ نیوتن متر (۵۱۶ پوند-فوت) مجهز است. یک جعبه‌دندهٔ ۷ سرعتهٔ نیمه‌خودکار اسپیدشیفت پلاس آام‌گ با سه حالت بهره‌وری، اسپورت، و دستی نیز وظیفهٔ انتقال نیروی پیشرانه به چرخ‌ها را بر عهده دارد.
سایر امکانات اضافه در این مدل مواردی همچون ترمزهای بروزرسانی شده، سیستم اگزوز اسپورت، طراحی ویژهٔ آام‌گ در بیرون و درون خودرو، رینگ‌های چرخ آلیاژی ۵ بازوی ۲۱ اینچی، و یک سیستم تعلیق هوا، که در سرعت‌های بالا به صورت خودکار ارتفاع خودرو را کاهش می‌دهد را شامل می‌شوند.
موتور این خودرو در سال ۲۰۱۶ مورد بازبینی و بروزرسانی قرار گرفت. پس از این بازبینی توان خروجی این موتور به ۵۷۷ اسب بخار (۴۳۰ کیلووات)، و گشتاور آن به ۷۶۰ نیوتن متر (۵۶۱ پوند-فوت) افزایش پیدا کرد.

## تغییر چهره ۲۰۱۶

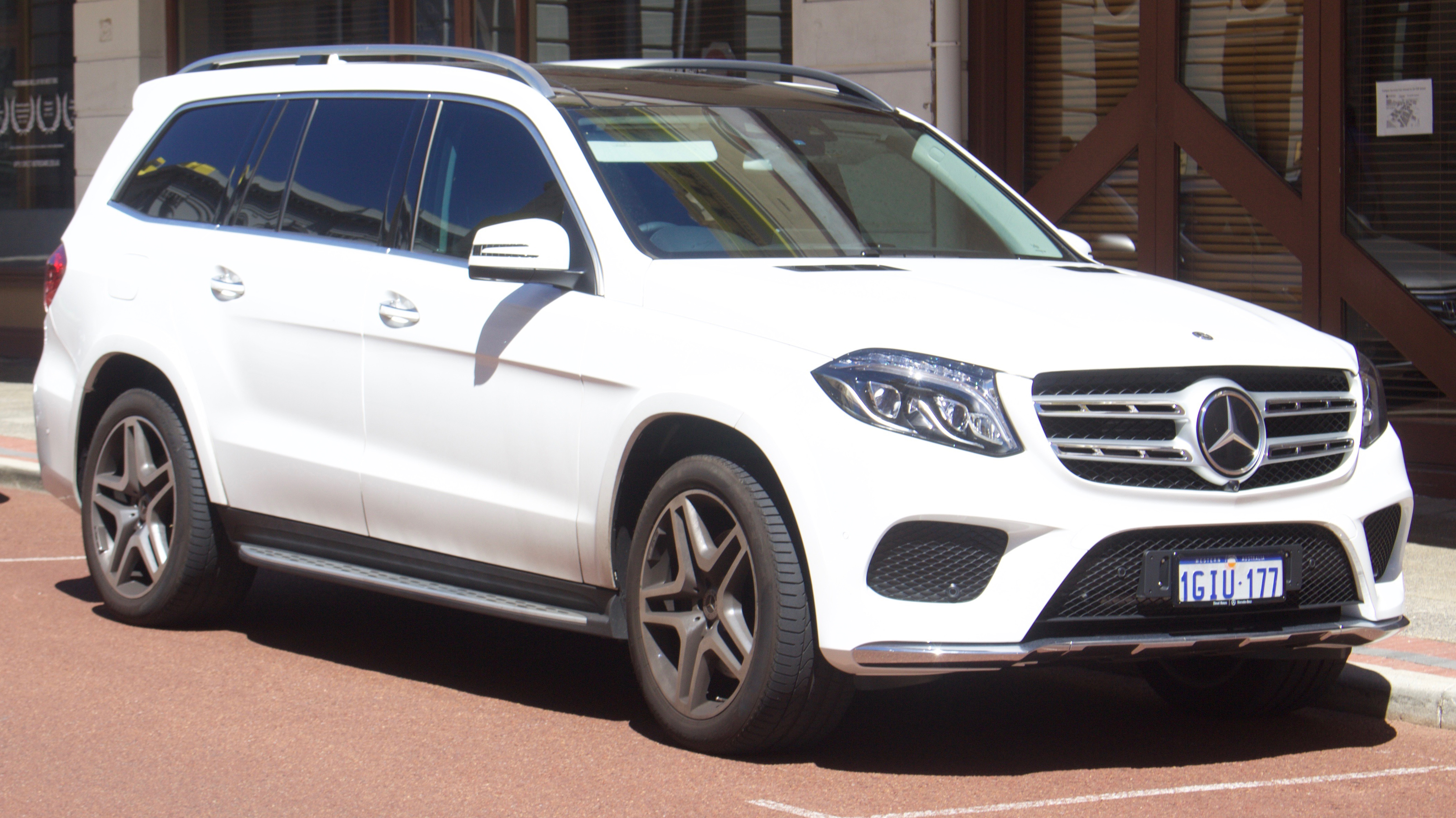
2017 Mercedes-Benz GLS 350d (X166) 4MATIC wagonفریمنتل،استرالیا غربی،استرالیا

نسخهٔ تغییر چهرهٔ کلاس-جی‌ال در نوامبر ۲۰۱۵ رونمایی شد و تولید آن از ژانویه ۲۰۱۶ آغاز شد.
نام سری خودروهای کلاس-جی‌ال در این سال برای مطابقت با روند جدید نام‌گذاری شرکت مرسدس-بنز، به کلاس-جی‌ال‌اس تغییر پیدا کرد. در نمای بیرونی تغییراتی نظیر استفاده از چراغ‌های عقب تمام ال‌ئی‌دی، و چهرهٔ جلوی بازبینی شده با چراغ‌های ال‌ئی‌دی، جلوپنجره و سپر به روز شده، اعمال شدند. همچنین رنگ‌های بدنهٔ جدید و رینگ‌های آلیاژی با طراحی جدید نیز معرفی شدند.
تغییرات اعمال شده در درون کابین این خودرو مواردی نظیر نشانگرهای پشت فرمان بازبینی‌شده و غربیلک فرمان چندکارهٔ ۳ بازوی جدید را شامل می‌شدند. در کنار این تغییرات، صفحه نمایش شناور ۸ اینچی سیستم کامند نیز بروزرسانی شد و به قابلیت پشتیبانی از اپل کارپلی و اندروید اوتو مجهز شد.
مدل‌های جی‌ال۵۰۰ و جی‌ال۶۳ آام‌گ از نظر عملکرد مورد بهینه‌سازی قرار گرفتند و جعبه‌دندهٔ ۷ سرعتهٔ خودکار با جعبه‌دندهٔ ۹ سرعتهٔ ۹جی-ترونیک جایگزین شد.

## آمار فروش
جدول زیر شامل آمار فروش کلاس-جی‌ال ایکس۱۶۶ است:
| سال   | اروپا  | ایالات متحده |
| ----- | ------ | ------------ |
| ۲۰۱۲* | ۱٬۵۷۳  | ۲۶٬۰۴۲       |
| ۲۰۱۳  | ۴٬۸۲۹  | ۲۹٬۹۱۲       |
| ۲۰۱۴  | ۴٬۱۸۷  | ۲۶٬۵۹۷       |
| ۲۰۱۵  | ۳٬۷۵۳  | ۲۷٬۷۰۷       |
| ۲۰۱۶  | ۵٬۳۶۱  | ۳۰٬۴۴۲       |
| ۲۰۱۷  | ۴٬۵۳۷  | ۳۲٬۲۴۸       |
| ۲۰۱۸  | ۳٬۵۳۴  | ۲۱٬۹۷۳       |
| مجموع | ۲۷٬۷۷۴ | ۱۹۴٬۹۲۱      |

*آمار فروش سال ۲۰۱۲ شامل فروش نسل نخست کلاس-جی‌ال نیز می‌شود.

## جایزه‌ها
- «خودروی شاسی‌بلند سال ۲۰۱۳» از سوی مجلهٔ موتور ترند[۲۳]
- «جایزهٔ ۱۰ خودروی برتر» سال ۲۰۱۷ در ردهٔ خودروهای شاسی‌بلند بزرگ از سوی مجلهٔ کار اند درایور[۲۴]